# Kangri Garpo

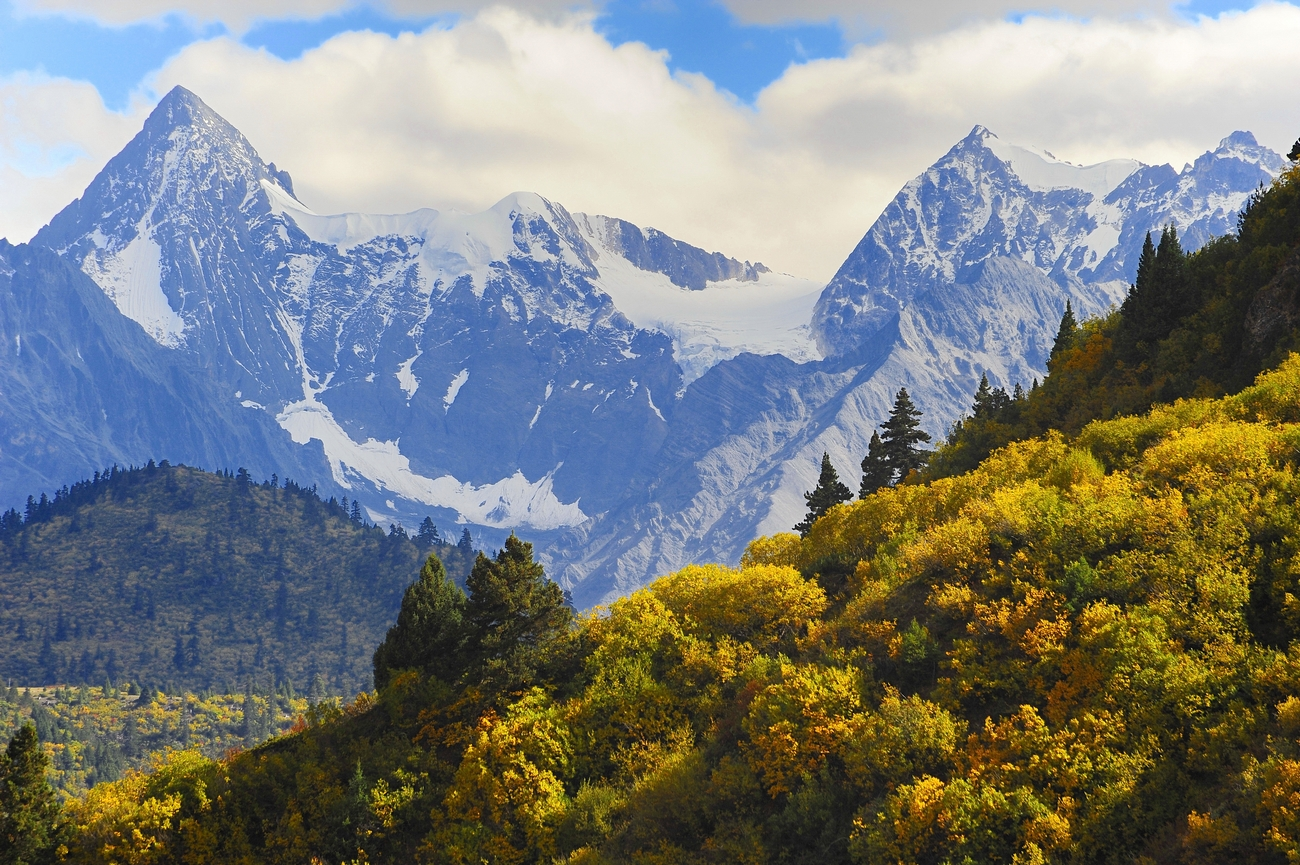

Der Kangri Garpo ist ein etwa 280 Kilometer langer, sich von Nordwesten nach Südosten erstreckender Gebirgszug im chinesischen Gebiet Tibet im Grenzbereich zu Indien.
Am südöstlichen Rand des Tibetischen Hochplateaus gelegen und unmittelbar an die östlichen Ausläufer des Himalaya (Assam-Himalaya) anschließend, wird er vom Yarlung Zangpo (Oberlauf des Brahmaputra) und von drei Zuflüssen des Yarlung Zangpo eingerahmt: Im Westen vom Yarlung Zangpo, im Norden vom Parlung Zangpo, im Süden vom Kangri Garpo Qu und im Osten vom Sang Qu, der in der Nähe des Ortes Xia Zayu mit dem Kangri Garpo Qu zusammenfließt und dann Lohit (chin.: Zayu Qu) genannt wird.
Da südlich des Kangri Garpo keine höheren Gebirge vorhanden sind, die eine wirksame Klimabarriere darstellen könnten, erreichen aus Südwest wehende, vom Indischen Ozean her kommende, feuchte Monsunwinde den Kangri Garpo und bringen hohe Niederschläge, so dass der Gebirgszug insbesondere im Ostteil stark vergletschert ist. Laut Vermessungen der Chinese Academy of Sciences in den Jahren 1973–1980 betrug die Gesamtoberfläche aller Gletscher im Kangri Garpo zum damaligen Zeitpunkt ca. 1683 km². Der größte Gletscher ist der Lhagu-Gletscher mit dreißig Kilometern Länge und einer Breite von bis zu 2,5 Kilometern.
Über dreißig Sechstausender – sämtliche Gipfel sind bisher unbestiegen (Stand 2008) – befinden sich im Kangri Garpo. Höchste Erhebung ist mit 6882 m der Ruoni (auch Bairiga oder Chombo genannt).